# Bathynomus miyarei
Bathynomus miyarei är en kräftdjursart som beskrevs av Lemos de Castro 1978. Bathynomus miyarei ingår i släktet Bathynomus och familjen Cirolanidae. Inga underarter finns listade i Catalogue of Life.